# Lebbeke
Lebbeke è un comune belga di 18 635 abitanti, situato nella provincia fiamminga delle Fiandre Orientali.